# Lee Soon-deuk
Lee Soon-deuk (kor. 이순득; * 28. Februar 1979) ist eine südkoreanische Badmintonspielerin.

## Karriere
Lee belegte bei den India Open 1997 sowohl den zweiten Platz im Damendoppel als auch im Dameneinzel. Bei den Hungarian International 1999 wurde sie ebenfalls Zweite im Einzel. 2001 wurde sie Dritte bei den US Open im Damendoppel.

## Sportliche Erfolge
| Saison | Veranstaltung                          | Disziplin   | Platz | Name                         |
| ------ | -------------------------------------- | ----------- | ----- | ---------------------------- |
| 1997   | Indien: Internationale Meisterschaften | Damendoppel | 2     | Choi Ma-ree / Lee Soon-deuk  |
| 1997   | Indien: Internationale Meisterschaften | Dameneinzel | 2     | Lee Soon-deuk                |
| 1999   | Hungarian International                | Dameneinzel | 2     | Lee Soon-deuk                |
| 2001   | US Open                                | Damendoppel | 3     | Lee Joo Hyun / Lee Soon-deuk |